# شبه جزيرة كامشاتكا

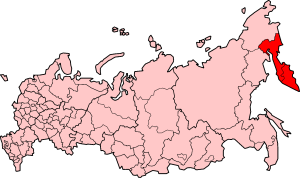
موقع كامشاتكا على خريطة روسيا الاتحادية

كامشاتكا أو شبه جزيرة كامشاتكا أو كمجتكا (بالروسية:полуо́стров Камча́тка)، هي شبه جزيرة تقع في أقصى شرق روسيا بين بحر أوخوتسك في الغرب والمحيط الهادي وبحر بيرنغ في الشرق. تبلغ المسافة بين أقصى جنوبها إلى أقصى شمالها قرابة 1200 كم (750 ميل)، ومسافتها عرضياً بين أبعد نقطتين فيها قرابة 480 كم (300 ميل)، أما مساحتها الإجمالية فتقدر بـ 270.000 كم2 (140.000 ميل مربع).

## الجغرافيا والتضاريس

تضاريس شبه جزيرة كامشاتكا

يمتد على طول شبه جزيرة كامشاتكا سلسلتان جبليتان هما سلسلة جبال سريديني في الوسط وسلسلة جبال فوستوشني في الشرق، أعلى قمة فيهما ترتفع 15.584 قدم أي ما بعادل 4.750 متراً في بركان كليوشيفسكايا، ويجري على طول معظم الحوض الواقع بين السلسلتين نهر كامشاتكا.
يبلغ عدد البراكين في شبه جزيرة كامشاتكا 127 بركان بينها 22 لا تزال في حالةٍ نشطة، كما يوجد فيها أيضا عدداً من ينابيع المياه الحارة.
الساحل الغربي لكامشاتكا يشكل سهلاً منخفضاً تخترقه عدة أنهار بينما تشغل مساحة واسعة منه المستنقعات والسبخات، أما الساحل الغربي فهو عبارة عن خلجان متناوبة وجروف ورؤوس ضخرية.

## المناخ
يتصف مناخ شبه جزيرة كامشاتكا بالصرامة ويكون طقسها عادة قارس البرودة، فشتاؤها طويل ومثلج وصيفها قصير ورطب. معظم أراضي كامشاتكا هي من أراضي التندرة التي تنمو فيها النباتات القصيرة الحرجية والأشنيات. وفي وادي نهر كامشاتكا تنمو غابات من الصنوبريات القصيرة، لإضافة لشجر الحور والصفصاف في المناطق الأكثر رطوبة.

## النشاط البشري
النشاط الاقتصادي الوحيد الهام في كامشاتكا هو الصيد البحري، خصوصاً صيد السرطان بالقرب من المناطق الساحلية. والزراعة فيها محدودة للغاية مع وجود بضع قطعان للماشية والرنة. أهم التجمعات البشرية في شبه الجزيرة هي مدينة وميناء بيتروبافلوفسك كامشاتسكي، والواقع على الساحل الجنوبي الشرقي لكامشاتكا. معظم السكان في المنطقة هم من الروس مع وجود جماعات من السكان الأصليين من الكورياك والشوكشي والكامشادال.

## صور

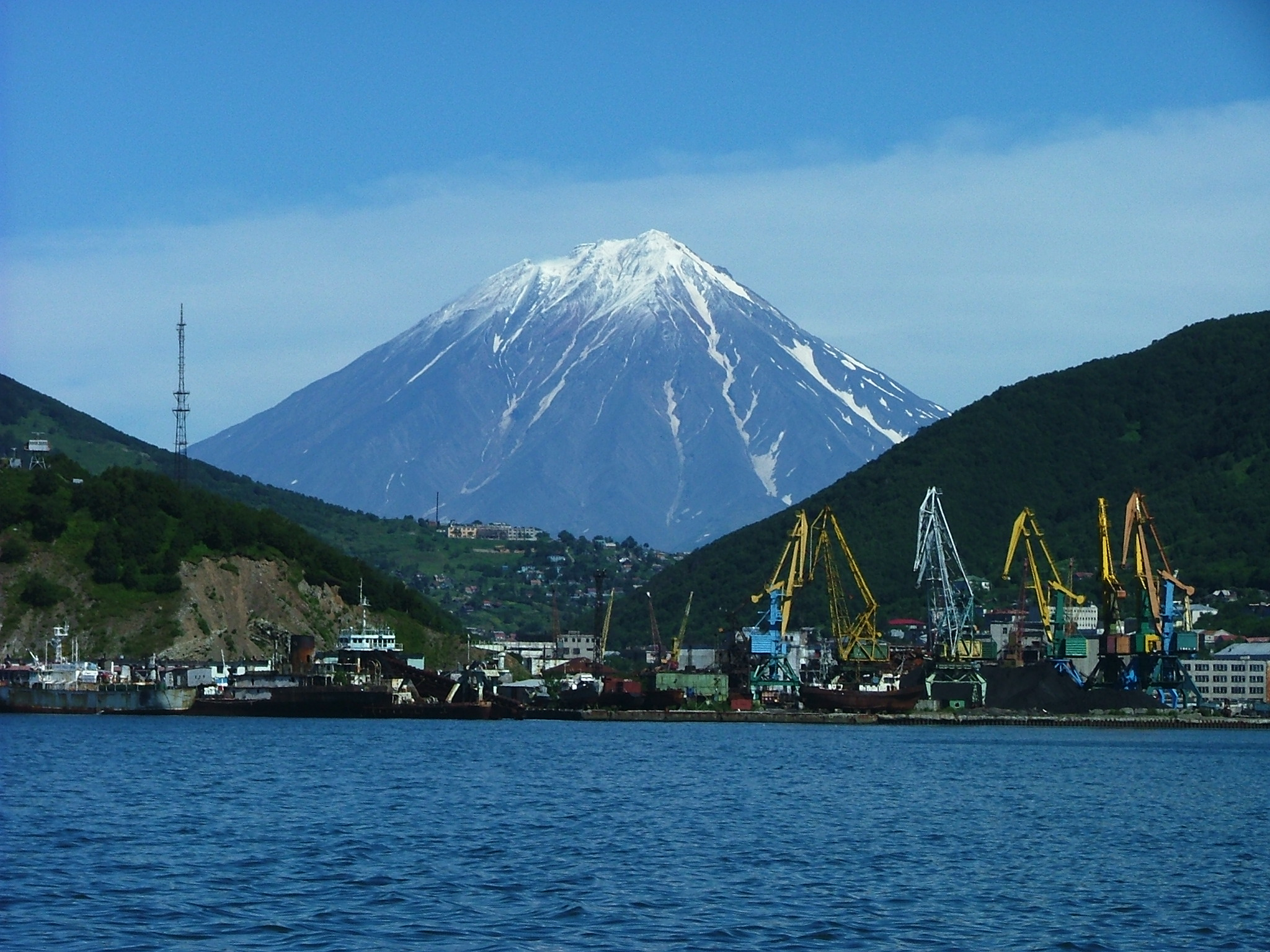
مدينة بيتروبافلوفسك كامشاتسكي أهم مدن كامشاتكا وفي الخلف يظهر جبل كورياكسكي
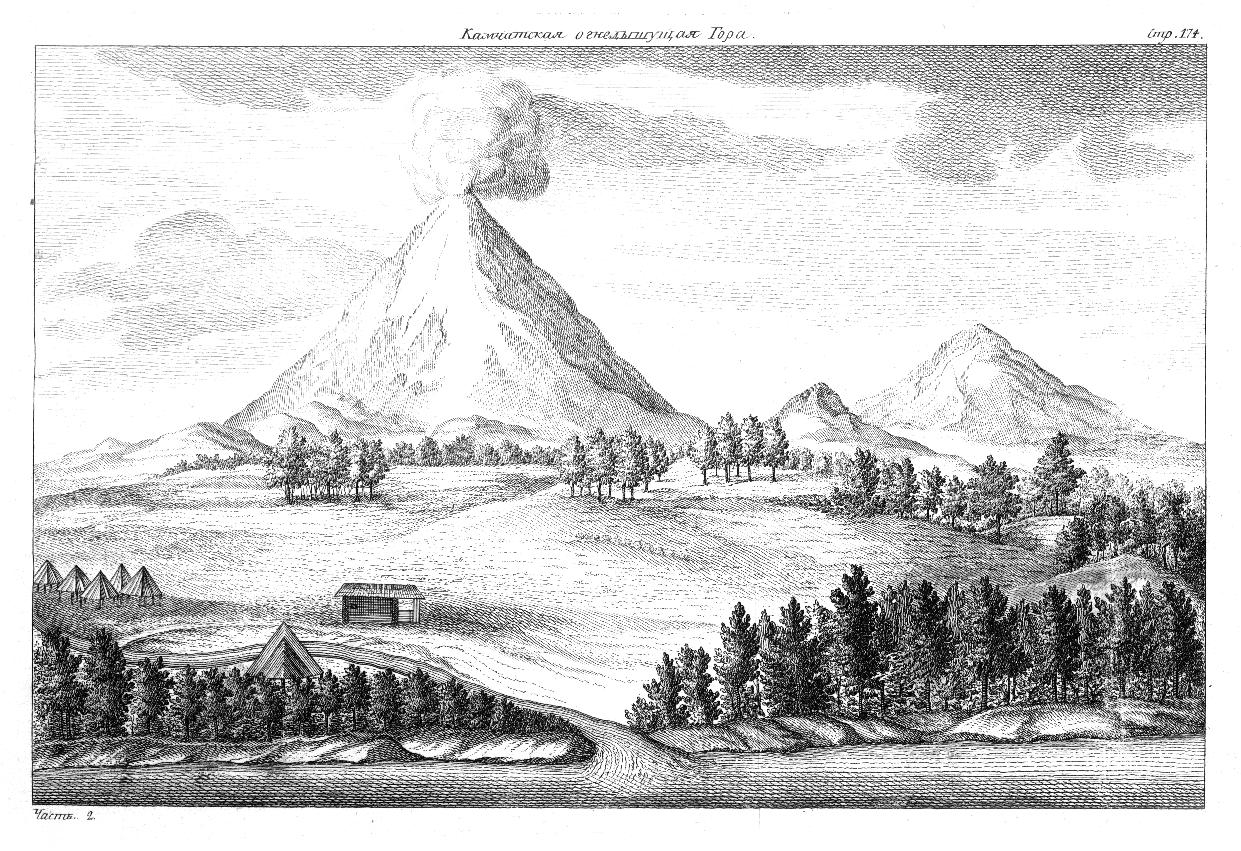
مخطوطة لأرض كامشاتكا للمستكشف الروسي ستيبان كراشينينيكوف عام 1755.
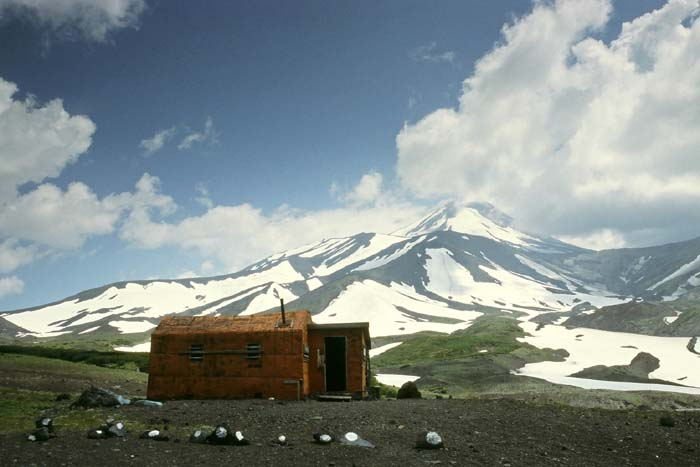
بركان أفاشينسكي في كامشاتكا.

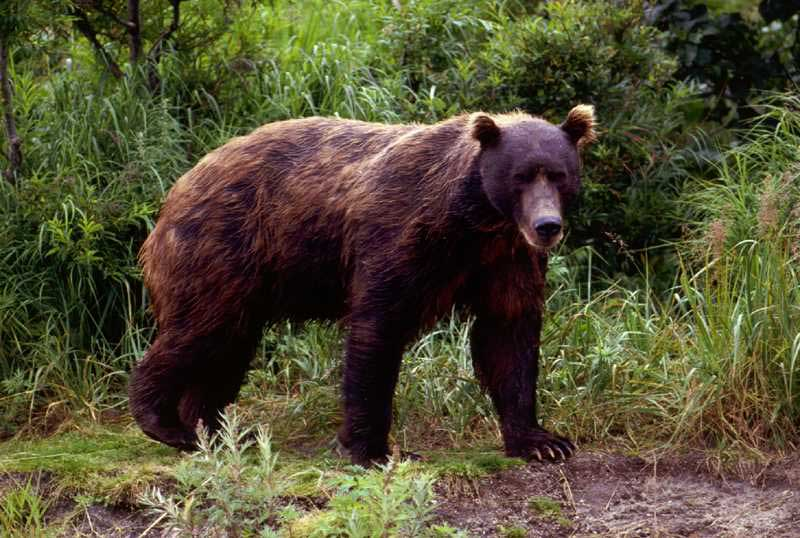
دب بني يعيش في كامشاتكا.
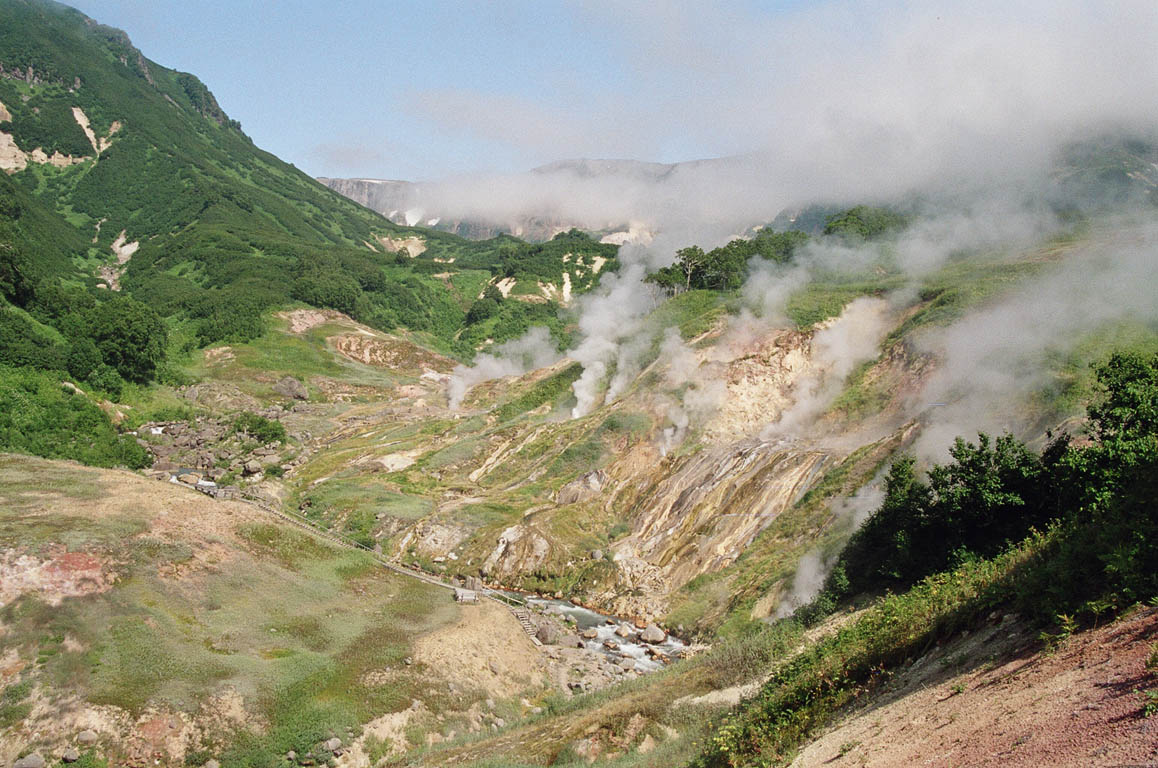
وادي الينابع الحارة في كامشاتكا.
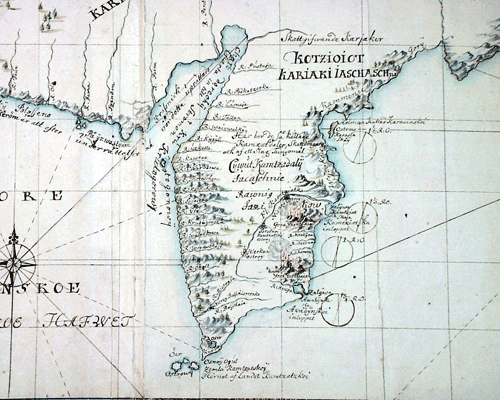
خريطة كامشاتكا وبحر بيرينغ.

## أعلام
- تشارلز كليرك
- جريجري دوبريجن

## وصلات خارجية
- الموسوعة البريطانية